# Pădurea Zamostea - Lunca (sit SCI)
Pădurea Zamostea - Lunca este o arie protejată (sit de importanță comunitară — SCI) din România desemnată în scopul protejării biodiversității și menținerii într-o stare de conservare favorabilă a florei spontane și faunei sălbatice, precum și a habitatelor naturale de interes comunitar aflate în arealul zonei protejate. Aceasta se întinde pe o suprafață de 320,4 ha, integral pe uscat.

## Localizare
Situl se întinde pe teritoriile administrative ale județelor Botoșani (Cândești, Vârfu Câmpului) și Suceava (Grămești, Zamostea, Zvoriștea). Centrul sitului Pădurea Zamostea - Lunca este situat la coordonatele 45°51′07″N 22°53′19″E / 45.851897°N 22.888722°E.

## Înființare
Situl Pădurea Zamostea - Lunca (ROSCI0184) a fost declarat sit de importanță comunitară în decembrie 2007 pentru a proteja o specie de plantă și 7 de specii de animale. Acesta include rezervația naturală Pădurea Zamostea - Lunca.

## Biodiversitate
Situată în ecoregiunea continentală din lunca dreaptă a râului Siret, aria protejată conține două habitate naturale: Păduri ripariene mixte cu Quercus robur, Ulmus laevis, Fraxinus excelsior sau Fraxinus angustifolia, din lungul marilor râuri (Ulmenion minoris) și Păduri de stejar și carpen dacice.
La baza desemnării sitului se află 8 specii (din flora spontană și fauna sălbatică a României) ocrotite la nivel european sau aflate pe lista roșie a IUCN; astfel:
- plante (1): papucul doamnei (Cypripedium calceolus);
- mamifere (1): liliacul comun (Myotis myotis)[4];
- pești (3): avat (Aspius aspius)[5], țipar (Misgurnus fossilis), câră (Sabanejewia balcanica);
- nevertebrate (2): rădașcă (Lucanus cervus), croitor cenușiu (Morimus asper funereus):
- reptile (1):  broasca țestoasă de baltă (Emys orbicularis)[6].[2]